# The World Is Where We're Heading (Stages)
"The World Is Where We're Heading" er en sang skrevet af det danske elektro-rock-band Dúné. Singlen udkom 12. oktober 2009 som et soundtrack til Uffe Truusts dokumentarfilm Stages. Singlen udkom på pladeselskabet New Gang of Robot's Rec. / Iceberg Records.

## Historie
Den 12. november 2009 havde Uffe Truusts dokumentarfilm om Dúné, Stages, premiere på Copenhagen International Documentary Festival (CPH:DOX), og præcis én måned før udsendte bandet soundtracket til filmen.
"The World Is Where We're Heading" blev den 10. maj 2010 genudgivet på EP'en Leaving Metropolis som andet spor. Dette skete ti dage efter af filmen var blevet udgivet på dvd.
Sangen var blandt andet en del af setlisten på bandets Wild Hearts Tour i 2013.

## Produktion
Sangen er indspillet i Hansen Studios i Ribe.

### Personel

#### Musikere
- Sang: Dúné og Matt Kolstrup
- Keyboards: Ole Bjørn Sørensen
- Synthesizer: Cecilie Dyrberg og Ole Björn Sørensen
- Guitar: Cecilie Dyrberg, Danny Jungslund og Simon Troelsgaard
- El bas: Piotrek Wasilewski
- Synthesizer bas: Piotrek Wasilewski
- Trommer: Malte Aarup-Sørensen

#### Produktion
- Producer: Jacob Hansen og Dúné
- Mastering: Tom Coyne (Sterling-Sound NY)
- Komponist: Matt Kolstrup, Ole Björn Sørensen, Cecilie Dyrberg, Danny Jungslund, Simon Troelsgaard, Piotrek Wasilewski og Malte Aarup-Sørensen
- Tekst/forfatter: Mattias Kolstrup[4]